# 2011-es angol labdarúgó-szuperkupa
A 2011-es angol labdarúgó-szuperkupa, más néven FA Community Shield a 89. kiírás volt; egy labdarúgó mérkőzés a 2010-11-es bajnokság és a 2010-11-es FA-Kupa győztese között. A mérkőzést a londoni Wembley Stadionban rendezték 2011. augusztus 7-én, a két résztvevő a 2010–2011-es Premier League bajnoka, a Manchester United, és a 2010–2011-es FA-Kupa győztese a Manchester City volt. A mérkőzést 3 – 2-re nyerte meg a Manchester United. Ezzel a Manchester United történelme során tizenkilendszer vihette haza a trófeát.

## A mérkőzés
Az első gólra a 38. percig kellett várni, ekkor David Silva jobb oldali szabadrúgása után De Gea előbb lépett egyet, aztán megtorpant, a Rio Ferdinand mellől felugró Lescott pedig a hálóba csúsztatott, így vezetett a City. A United nyáron érkezett spanyol kapusa még inkább benne volt a City második, az első félidő hosszabbításban szerzett góljában, Dzeko 25 méterről célozta meg a kaput, és bár a labda egyáltalán nem ment sarokra, De Gea nem tudott odaérni a lapos lövésre.
Az 52. percben Smalling első manchesteri góljával szépített a United, a belső védő Young szabadrúgását belsőzte a levegőből a hálóba. Nem sokkal később a maradék hátrányát is ledolgozta a bajnoki címvédő, Rooney sarokkal tette tovább a labdát Cleverley-nek, aki Nani elé passzolt, a portugál pedig a kivetődő Hart fölött a hálóba emelt. A négyperces hosszabbításban egy City-szöglet után Rooney vágta előre a labdát, Kompany sokat várt, így Nani elvitte előle, aztán Hartot kicselezte, majd a hálóba gurított.

### Részletek
| 2011. augusztus 7. 14:30 BST | Manchester City         | 2–3         | Manchester United     | Wembley Stadion, London Nézőszám: 77,169 Játékvezető: Phil Dowd (Staffordshire) |
| 2011. augusztus 7. 14:30 BST | Lescott 38' Džeko 45+1' | Jegyzőkönyv | Smalling 52' Nani 58' | Wembley Stadion, London Nézőszám: 77,169 Játékvezető: Phil Dowd (Staffordshire) |

| Manchester City | Manchester United |

|                 |    |                       |         |     |
|                 |    |                       |         |     |
| GK              | 25 | Joe Hart              |         |     |
| RB              | 2  | Micah Richards        | 22'     |     |
| CB              | 4  | Vincent Kompany (c)   |         |     |
| CB              | 6  | Joleon Lescott        |         |     |
| LB              | 13 | Aleksandar Kolarov    | 60' 73' |     |
| CM              | 34 | Nigel de Jong         |         |     |
| CM              | 7  | James Milner          | 55' 67' |     |
| AM              | 42 | Yaya Touré            | 34'     |     |
| RW              | 21 | David Silva           |         |     |
| LW              | 45 | Mario Balotelli       |         | 59' |
| CF              | 10 | Edin Džeko            |         | 19' |
| Cserék:         |    |                       |         |     |
| GK              | 12 | Stuart Taylor         |         |     |
| DF              | 15 | Stefan Savić          |         |     |
| DF              | 22 | Gaël Clichy           |         | 73' |
| MF              | 8  | Shaun Wright-Phillips |         |     |
| MF              | 11 | Adam Johnson          |         | 67' |
| MF              | 18 | Gareth Barry          |         | 59' |
| FW              | 16 | Sergio Agüero         |         |     |
| Edző:           |    |                       |         |     |
| Roberto Mancini |    |                       |         |     |

|                   |    |                   |     |     |
|                   |    |                   |     |     |
| GK                | 1  | David de Gea      |     |     |
| RB                | 12 | Chris Smalling    |     |     |
| CB                | 5  | Rio Ferdinand     |     | 46' |
| CB                | 15 | Nemanja Vidić (c) |     | 46' |
| LB                | 3  | Patrice Evra      | 40' | 71' |
| RM                | 17 | Nani              |     |     |
| CM                | 16 | Michael Carrick   |     | 46' |
| CM                | 8  | Anderson          | 19' |     |
| LM                | 18 | Ashley Young      |     |     |
| CF                | 10 | Wayne Rooney      |     |     |
| CF                | 19 | Danny Welbeck     |     | 89' |
| Cserék:           |    |                   |     |     |
| GK                | 34 | Anders Lindegaard |     |     |
| DF                | 4  | Phil Jones        |     | 46' |
| DF                | 21 | Rafael            |     | 71' |
| DF                | 23 | Jonny Evans       |     | 46' |
| MF                | 13 | Park Ji-Sung      |     |     |
| MF                | 35 | Tom Cleverley     |     | 46' |
| FW                | 9  | Dimitar Berbatov  |     | 89' |
| Edző:             |    |                   |     |     |
| Sir Alex Ferguson |    |                   |     |     |

| A MÉRKŐZÉS JÁTÉKOSA - Nani (Manchester United) JÁTÉKVEZETŐK - Játékvezető-asszisztensek: - Simon Long - Andrew Garratt - Negyedik játékvezető Kevin Friend - Tartalék játékvezető: Scott Ledger | SZABÁLYOK - 90 perces játékidő. - Büntetőpárbaj, ha az állás döntetlen. - Hét nevezett cserejátékos. - Legfeljebb hat cserelehetőség. |

### Statisztika
|                      | City | United |
| -------------------- | ---- | ------ |
| Összes lövés         | 8    | 21     |
| Kaput eltaláló lövés | 6    | 12     |
| Labdabirtoklás       | 44%  | 56%    |
| Szöglet              | 8    | 7      |
| Szabálytalanság      | 14   | 11     |
| Les                  | 2    | 1      |
| Sárga lapok          | 5    | 2      |
| Piros lapok          | 0    | 0      |

Forrás: BBC Sport

## Lásd még
- FA Community Shield
- FA Premier League